# Emilio Murdolo
Emilio Murdolo (Villa San Giovanni, 21 marzo 1889 – Bagheria, 1965) è stato un pittore di carretti siciliani nato in Calabria e trasferitosi a Bagheria in giovane età.

## Biografia
Pittore di carretti siciliani, realizzò dipinti su legno rappresentando l'epopea dei Paladini di Francia, tra i quali Orlando e Rinaldo. Fu nella sua bottega, vicina a casa sua, che un giovane Renato Guttuso si appassionò alla pittura e ne apprese i primi rudimenti.
In vita sua realizzò quasi esclusivamente dipinti sui carretti siciliani, ad eccezione di quattro affreschi nella villa di Vincenzo Florio che andò a chiedergli personalmente di lavorare alla decorazione del suo Palazzo dei Quattro Pizzi.
Quando nei primi anni 1950 iniziarono a diffondersi le Api Piaggio, che andarono a sostituire i carretti siciliani, iniziò a realizzare le stesse decorazioni sulle sponde del mezzo a tre ruote.
Nel tempo libero si occupava dello studio del clarinetto, strumento che suonava nella banda del paese.
Visse solo per tutta la vita in una stanza a pian terreno che fungeva da laboratorio e da abitazione, assistito da una non ben identificata "figlioccia". Il suo paese d'adozione ha intitolato una strada a suo nome.
Nel 1937 visse per 5 anni a Roma dove incontrò Martini Caterina dalla quale ebbe una figlia: Martini Rosa. Per motivi oggettivi dei tempi, la donna decise di non dare il cognome del pittore alla nascitura. La figlia Martini Rosa visse la sua intera vita a Roma e ebbe 3 figli. Il pittore inviò alla figlia una lettera chiedendogli di fargli conoscere la famiglia e i nipoti ma non fecero in tempo a incontrarsi a Bagheria in quanto al momento della partenza il pittore morì senza poter realizzare questo suo sogno.
La lettera e le sue foto a tutt’oggi sono gelosamente custodite dai nipoti.